# Doliops geometricus
Doliops geometricus es una especie de escarabajo del género Doliops, familia Cerambycidae. Fue descrita científicamente por Waterhouse en 1842.
Habita en Filipinas. Los machos y las hembras miden aproximadamente 14,25 mm. El período de vuelo de esta especie ocurre en los meses de febrero, junio, julio, agosto, septiembre y octubre.